# Henriette Browne
Henriette Browne, pseudonimo di Sophie de Bouteiller (Parigi, 16 giugno 1829 – Parigi, 14 marzo 1901), è stata una pittrice francese.
È altresì nota come Madame de Saux per il suo matrimonio con il diplomatico Jules Henry de Saux (morto nel 1879), un ministro plenipotenziario e segretario del conte Alexandre Walewski.

## Biografia
Sophie de Boutellier nacque a Parigi il 16 giugno 1829, figlia di Guillaume Boutellier e nipote di Louise Boutellier. Suo padre era un musicista dilettante e sua madre una cantante affermata. Browne raggiunse una posizione privilegiata nella società grazie a suo padre, che era un conte che discendeva da un'antica famiglia bretone. La madre di Sophie era rimasta vedova in gioventù prima di diventare la contessa di Boutellier, e per un certo periodo diede delle lezioni di musica per mantenere sé stessa e il figlio dal matrimonio precedente. Per questo motivo la contessa incoraggiò Sophie a perseguire un'educazione artistica dalla giovane età, qualora avesse la necessità di mantenersi economicamente. Insistette affinché Sophie studiasse la musica e il disegno, e quest'ultima fu istruita in casa dalla contessa e da altri tutori nella loro abitazione parigina. Nel 1849, Sophie decise di proseguire gli studi più seri nel disegno, diventando una studentessa di Émile Perrin, che in seguito sarebbe divenuto il direttore del teatro francese. Sophie de Boutellier si formò a partire dal 1851 nell'atelier femminile del pittore Charles Chaplin. Lì ebbe l'opportunità di studiare dai modelli dal vivo, acquisendo un sapere indispensabile sulla raffigurazione delle proporzioni del corpo e dei movimenti.

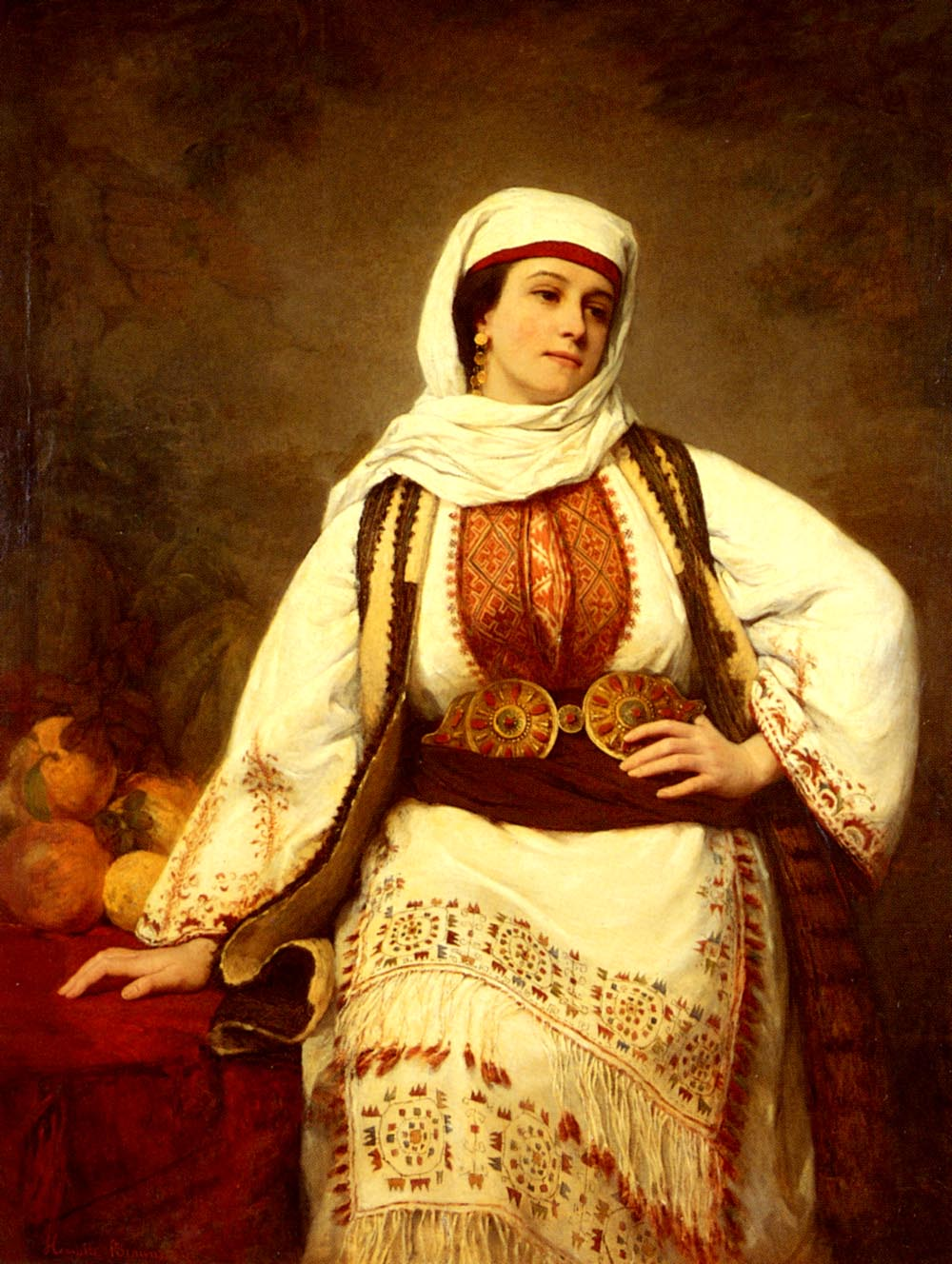
Una bellezza orientale, 1861

È considerata dalla storiografia come una delle pioniere della pittura orientalista. In seguito, la storiografia ha rilevato questa specificità all'interno della massa importante della pittura di genere del diciannovesimo secolo. Del resto, poche donne facevano parte di questo cosiddetto gruppo di pittori dell'harem. Tra il 1851 e il 1853, Sophie adottò lo pseudonimo Henriette Browne, il nome della nonna materna. Con questo pseudonimo Browne cercò di mantenere separate la sua vita professionale e quella personale. Inoltre, prendendo le distanze dalla sua carriera artistica, Browne desiderava preservare la sua posizione sociale, poiché all'epoca non era ritenuto consono per una donna essere anche un'artista di professione. Ella espose al Salone dal 1853 al 1878 e ricevette una medaglia di terza classe per la pittura nel 1855. Nello stesso anno partecipò all'esposizione universale. Fu anche un'incisora e ricevette una medaglia di terza classe per l'incisione nel 1863 grazie alle incisioni tratte da Alexandre Bida, anche lui noto per i suoi soggetti orientalisti.
Nel 1853, Henriette Browne sposò Henry Jules de Saux, un diplomatico francese e segretario del conte Walewski. Browne accompagnò suo marito nei viaggi numerosi che il suo lavoro richiedeva, viaggiando molto in luoghi come l'Italia, l'Olanda e Costantinopoli. Il viaggio a Costantinopoli fu di un'importanza particolare, in quanto fu durante questo viaggio che lei visitò un harem turco, acquisendo un'esperienza diretta su come fosse veramente quello spazio privato. Si crede che questa esperienza abbia contribuito alla maniera unica con la quale ella avrebbe rappresentato in seguito l'Oriente nei suoi dipinti e nelle sue incisioni.

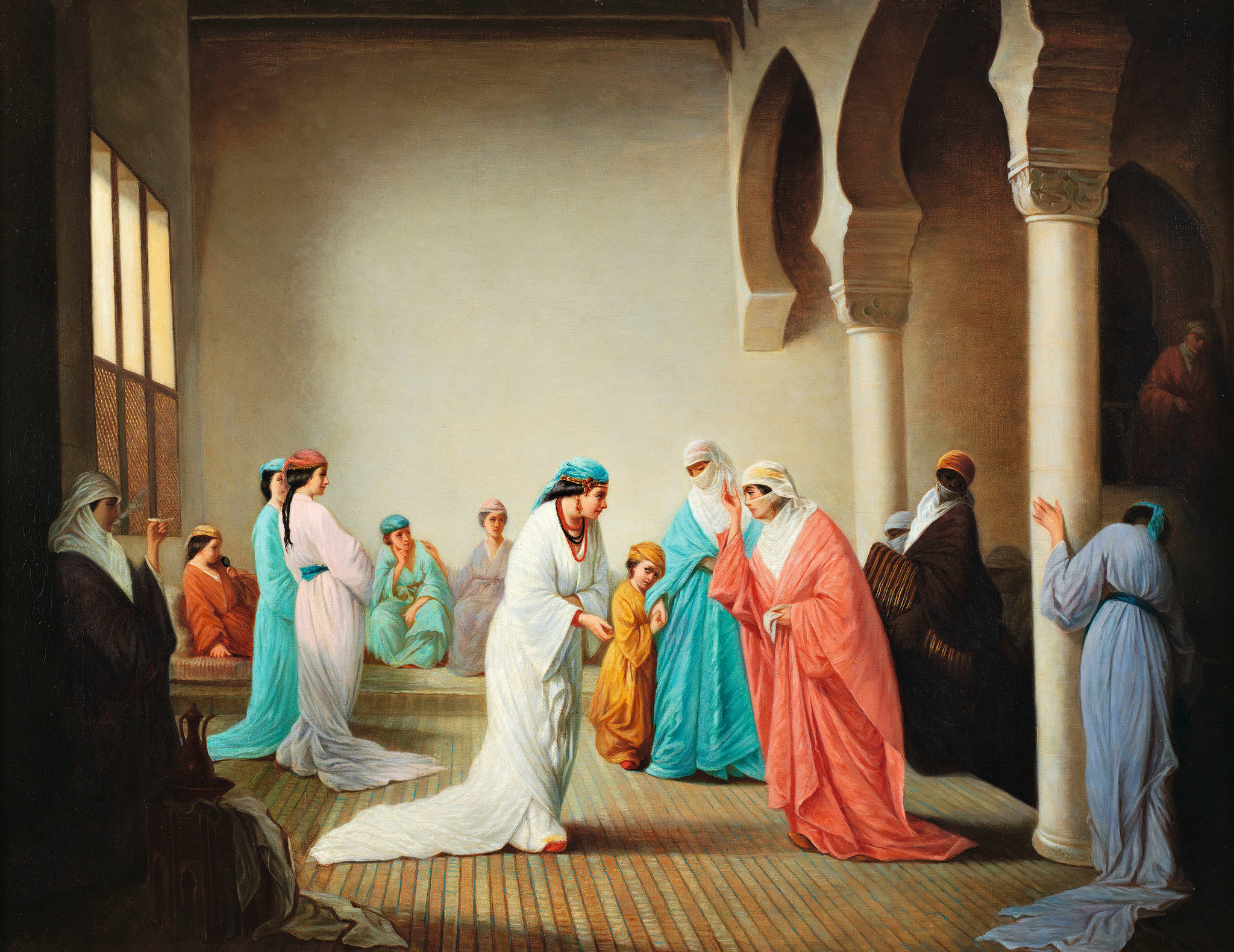
Una visita, interno di un harem, 1860

I suoi dipinti sugli harem, come Una visita, interno di un harem (Costantinopoli, 1860) e Una suonatrice di flauto, interno di un harem (Costantinopoli, 1860) che furono esposti al Salone del 1861, dove ebbero un grande successo e furono assai commentati soprattutto da Théophile Gautier, sono alimentati da ciò che l'artista poté vedere nei suoi viaggi. Nel 1860, ella si recò a Costantinopoli, dove accompagnò il marito diplomatico. Nel 1865, intraprese inoltre un viaggio in Marocco, poi si recò in Siria passando per l'Egitto tra il 1868 e il 1869.
Dopo aver ottenuto un riconoscimento critico sostanziale e professionale, nel 1862 fu nominata come uno dei membri fondatori della società nazionale delle belle arti di Parigi. Nel 1894, fu anche un membro onorario dell'Istituto Reale degli Acquerellisti (Royal Institute of Painters in Water Colours) di Londra. Henriette Browne conobbe una carriera di successo come artista e, anche se di molte delle sue opere si sono perse le tracce, le opere rimaste nelle collezioni private testimoniano la sua popolarità. Oggi i suoi dipinti offrono un intervento nello stile orientalista del diciannovesimo secolo che in gran parte soddisfaceva e riaffermava lo status dello sguardo maschile dominante.
Allora cinquantenne, non espose più a partire dal 1879. Si spense nella sua dimora al numero 39 della rue Jean-Goujon a Parigi, il 14 marzo 1901.

## Accoglienza
I dipinti di Browne avevano un fascino popolare. Le sue opere raggiunsero prezzi alti e attirarono dei clienti influenti come l'imperatore Napoleone III e l'imperatrice Eugenia negli anni 1850. I suoi dipinti erano accolti molto bene in Gran Bretagna e in Francia, anche se le sue scene di genere ebbero un'importanza maggiore in Gran Bretagna mentre i suoi dipinti orientalisti godevano di elogi maggiori in Francia. Le opere di Browne furono celebrate in quanto rompevano con la tradizione orientalista maschile ma erano anche non controverse per quanto riguarda lo stile.

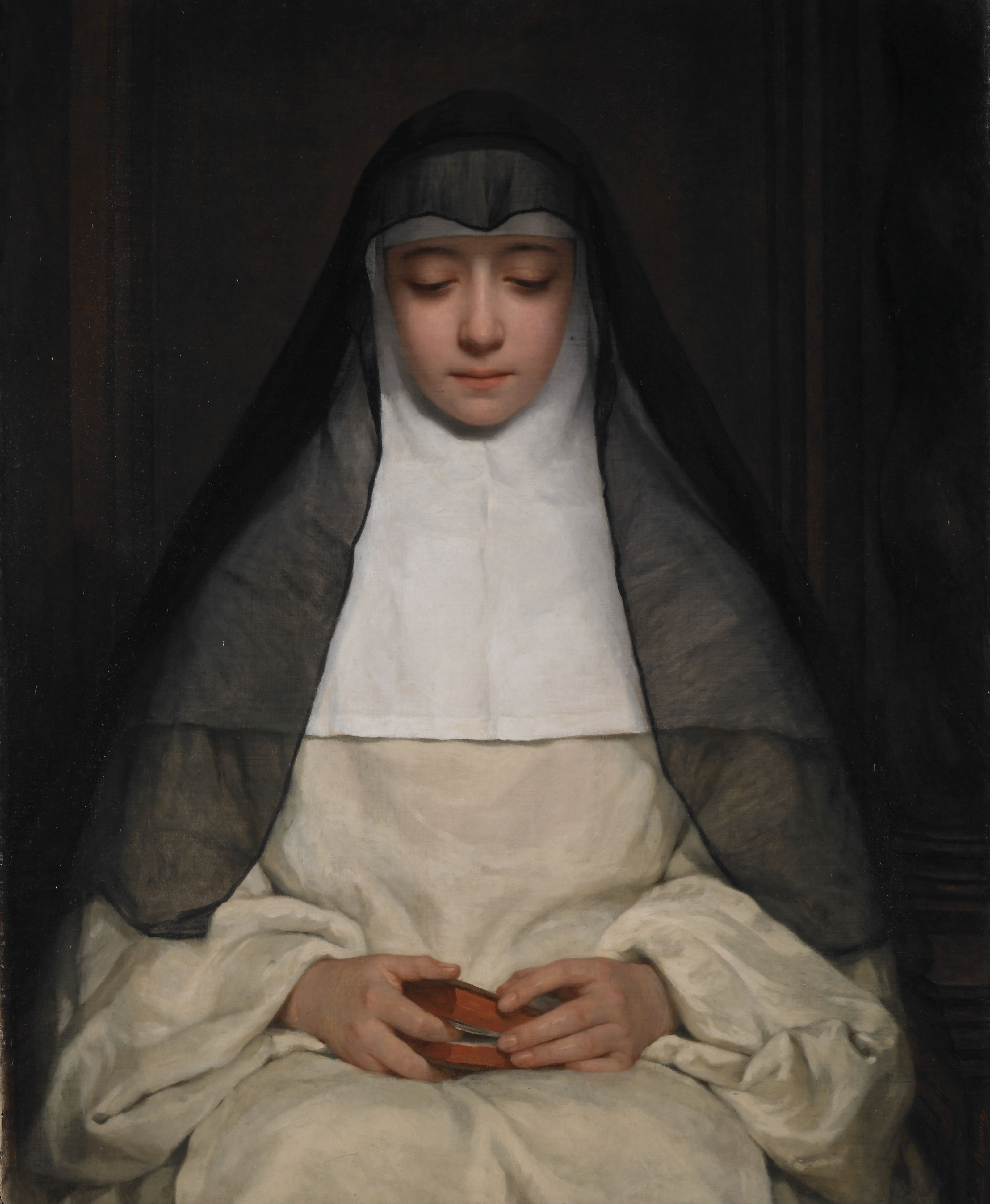
La religiosa, 1859

Le prime scene di genere di Browne con suore e bambini erano estremamente popolari in Gran Bretagna nonostante l'anti-romanismo diffuso dell'epoca. Dopo il suo successo al Salone di Parigi del 1859, il suo dipinto Le sorelle della carità (Les soeurs de charité) fu esposto a Londra, dove venne identificato come un capolavoro. Il dipinto diede inizio alla sua reputazione di successo in Regno Unito. Agli inglesi piaceva soprattutto per il suo messaggio morale forte; raffigurava un pathos e un sentimento estremi, che consentiva allo spettatore di provare compassione per queste suore che si prendono cura di un bambino. In riferimento a questo dipinto, Charles Kingsley sostenne che la sua tecnica si poneva tra gli idealisti e i realisti e commentò lo stile realista delle sue tele e la visione femminile. Per lui e per altri appassionati d'arte, una persona che poteva dipingere delle scene di valore morale doveva essere di buona condizione morale. Non si trattava del suo sesso, ma piuttosto della sua tecnica e del contenuto morale delle sue opere.
L'articolo su Browne sul quotidiano English Woman's Journal nel 1860 accrebbe maggiormente la sua reputazione: questo articolo ritraeva Browne come un'artista professionale e una buona moglie e madre, oltre a sottolineare la sua posizione come moglie di un diplomatico senza compromettere la sua attitudine e premura come artista. L'articolo approfondì inoltre i suoi dipinti. Nel 1859, ella tenne una propria mostra alla galleria francese a Pall Mall, di proprietà di Gambart, che continuò a esporre le sue opere anni dopo. Nel 1860, almeno otto delle sue opere erano state acquistate dagli inglesi.
L'interesse britannico nei suoi dipinti di genere superava di gran lunga l'interesse per le sue opere orientaliste. Se i soggetti orientalisti erano popolari in Regno Unito, la tradizione dell'orientalismo britannico era più caratterizzata dai paesaggi archeologici e i dipinti topografici rispetto ai dipinti orientalisti francesi. I primi soggetti orientalisti di Browne irruppero sulla scena artistica francese nel 1861. I due dipinti sugli interni furono giudicati immediatamente dalla critica. Questa fu la prima e l'ultima volta che ella dipinse questo tipo di scena. Dopo questi due quadri, ella continuò a dipingere dei soggetti orientalisti di bambini, scuole, studiosi e gente della società orientale. I suoi dipinti orientalisti continuarono ad essere popolari in Francia per tutta la sua vita.